# Roberto ''Sanz'' Sánchez
Roberto Sánchez (n. La Habana; 4 de enero de 1965) es un actor cubano. Es más conocido por interpretar a un personaje con su mismo nombre,  Roberto, en la película 2 Fast 2 Furious (2003).

## Biografía
Fue descubierto por el director John Singleton en Miami, durante el casting para la secuela de The Fast and The Furious en 2002. Roberto nació en La Habana, Cuba, en 1965. Su familia, que no eran partidarios del gobierno comunista, decidió huir de la isla en el año 1969. Su padre, que era un miembro del equipo de Judo Nacional de Cuba, hizo arreglos para que su familia abandonara el país. El gobierno no permitió que el padre se fuera y pasarían 12 años antes de Roberto volviera a verlo. Él creció en "Little Havana", un sector predominantemente cubano de Miami.
Aunque su primer amor fueron las artes marciales, se destacó rápidamente en baloncesto. Después de entrar en la Marina de Estados Unidos en 1985, su pasión por el baloncesto continuó, jugando en ligas semi-profesionales en Europa, mientras que además jugaba en "Med-Cruceros" en la zona, y formó parte de la Brigada de Baloncesto All-Navy en 1989. Él es un veterano de la Operación Tormenta del Desierto, que se desarrolló durante la Guerra del Golfo. Después de la guerra, se le asignó trabajo en tierra en Virginia Beach, Virginia, como oficial de la Policía Militar. Después de haber completado su obligación en las Fuerzas Armadas en 1995, decidió dedicarse a su objetivo de convertirse en un modelo.
Se trasladó a Atlanta, Georgia, y en los próximos cinco años participó en más de 200 desfiles de moda, trabajos de impresión comercial y más de una docena de comerciales regionales y nacionales. En 2002, se mudó a Miami y tuvo su gran oportunidad cuando fue elegido como uno de los actores secundarios en el éxito de taquilla 2 Fast 2 Furious. En 2003, se mudó a Los Ángeles para centrarse más en la televisión y el cine. En un intento de romper con los roles de "chico malo", buscó y obtuvo el papel de Lorena LaLola, un travesti extravagante, en la obra Hollywood y Levine, realizada en el Foro de Actores de Teatro en marzo de 2005. Recibió excelentes críticas por su representación "exagerada" de Lorena. Aunque tuvo un arranque tardío en la industria, su empuje y dedicación ha ayudado a hacer de él uno de los actores más ocupados allí. Para el año 2009, había trabajado en más de 50 proyectos desde su papel inicial en 2 Fast 2 Furious.

## Debut
Debutó como actor en el mundo de las series de televisión con Secreto de amor. Como segundo trabajo relacionado con las series apareció en Live from the Metropolitan Opera en el año 1983.
Entre sus otros créditos figuran las series Illegal, Bones, Criminal Minds, Chris/tina y Borderline Coyotes. También ha destacado en otros ámbitos al margen de las series de televisión como son 2 Fast 2 Furious (A todo gas 2) (2003) y Naturaleza a lo bestia (2008).

## Vida personal
Roberto Sánchez se casó con Laimarie Serrano en el año 2004. Juntos tuvieron dos hijos, Jiovanni y Roberto Jr.